# Sistem nervos somatic
Sistemul nervos somatic este responsabil de controlul voluntar al mișcărilor corpului prin acționarea mușchilor scheletici și recepția stimulilor externi. Din punct de vedere funcțional, sistemul nervos poate fi clasificat în vegetativ și somatic.

## Mecanism
Sistemul nervos somatic conține fibre aferente și eferente:
- fibrele aferente conduc informația de la organele de simț spre locul de procesare
- fibrele eferente conduc impulsul nervos la mușchi

Transmisia eferentă are doua componente:
- neuronii din cortexul motor, localizat în girusul precentral(aria Brodman 4) din creier. Acest neuron face sinapsă în cornul ventral măduvei spinării pe un alt neuron. Aici se descarcă acetilcolină care acționeaza pe receptori nicotinici.
- acest al doilea neuron trimite impulsul nervos prin axonul sau până la joncțiunea neuromusculară. Aici se descarcă acetilcolină pe receptori nicotinici, ceea ce rezultă în contracția muschiului.

Sistemul nervos somatic este responsabil de receptionarea stimulilor externi si de miscarile voluntare ale corpului.El este format din :
- Centri nervosi  situati  in encefal si maduva spinarii ;
- Nervi aferenti externi , care conduc informatia de la organele de simt spre sistemul nervos central;
- Nervi eferenti somatici, prin care impulsul nervos de la sistemul nervos  central vine spre muschii scheletici.